# Douglas Ryding

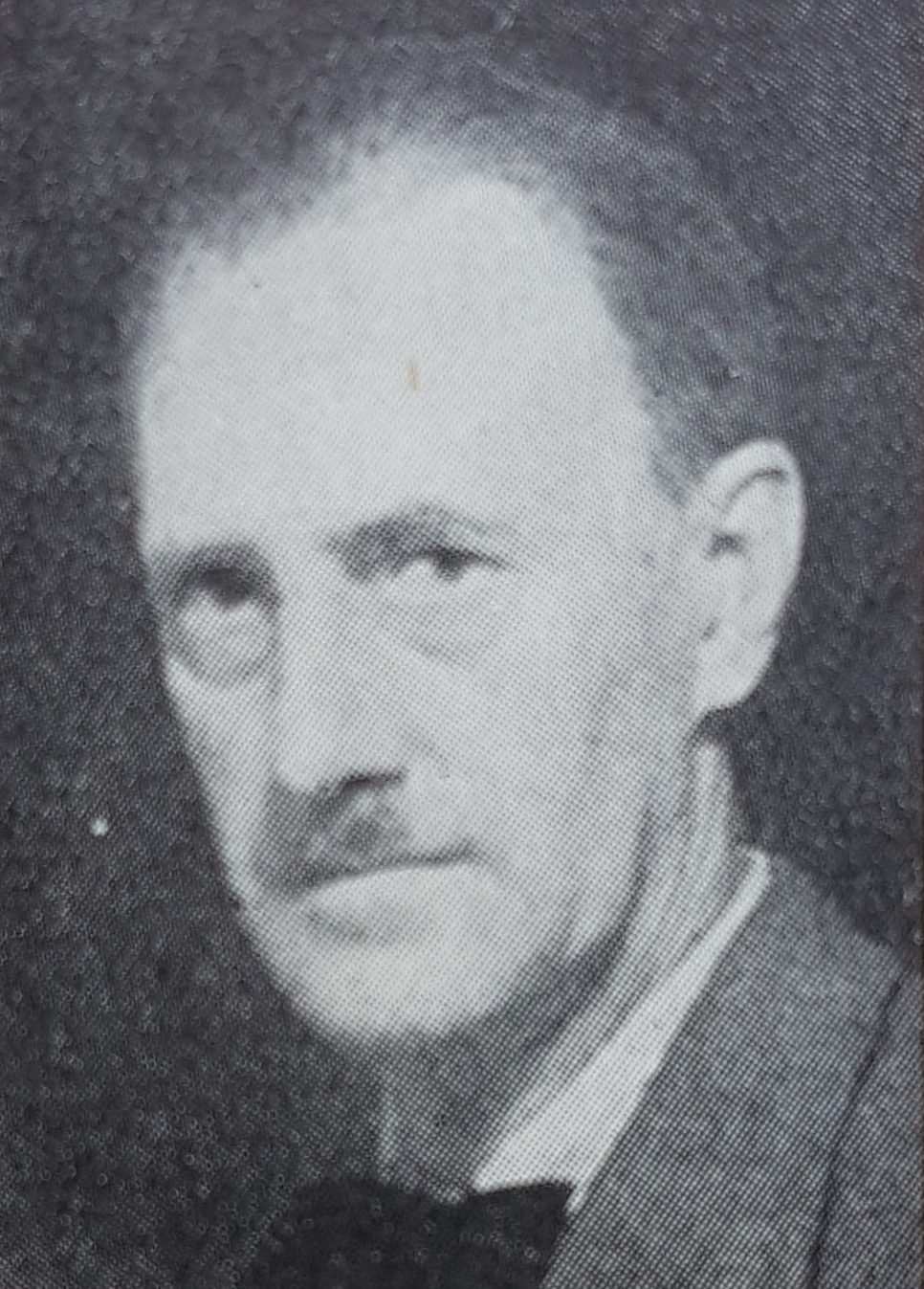
Douglas Ryding

Erik Douglas Ryding, född 10 februari 1890 i Göteborg, död där 14 juni 1967, var en svensk tecknare.
Ryding studerade vid Valands målarskola och Slöjdföreningens skola. Hans konst består huvudsakligen av reklamteckningar, skämtbilder, illustrationer och exlibris.